# Ganxitan (köpinghuvudort i Kina, Hunan Sheng, lat 29,87, long 111,38)
Ganxitan är en köpinghuvudort i Kina. Den ligger i provinsen Hunan, i den södra delen av landet, omkring 240 kilometer nordväst om provinshuvudstaden Changsha. Antalet invånare är 17 324. Befolkningen består av 8 574 kvinnor och 8 750 män. Barn under 15 år utgör 15,0 %, vuxna 15-64 år 72 %, och äldre över 65 år 12,0 %.
Runt Ganxitan är det tätbefolkat, med 356 invånare per kvadratkilometer. Närmaste större samhälle är Sansheng, 14,1 km sydväst om Ganxitan. I omgivningarna runt Ganxitan växer huvudsakligen savannskog.
Genomsnittlig årsnederbörd är 1 697 millimeter. Den regnigaste månaden är september, med i genomsnitt 263 mm nederbörd, och den torraste är december, med 19 mm nederbörd.